# Kabupaten d'Ende
Le kabupaten d'Ende, en indonésien Kabupaten Ende, est un kabupaten de la province des petites îles de la Sonde orientales en Indonésie.

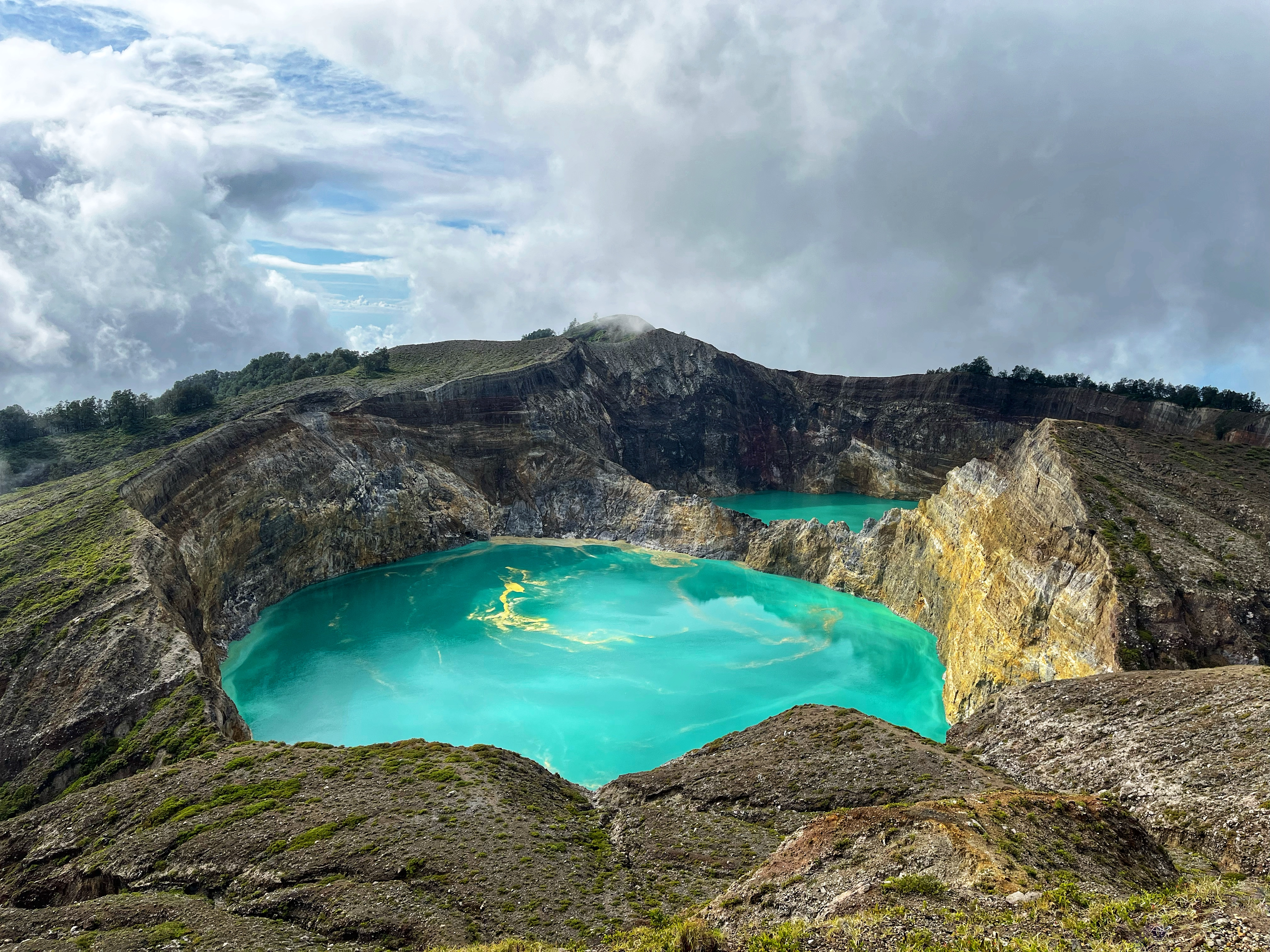
Le lac de cratère Kelimutu

## Géographie
Il est composé d'une partie de l'île de Florès.

## Divisions administratives
Il est divisé en vingt kecamatans :
- Nangapanda
- Pulau Ende
- Maukaro
- Ende
- Ende Selatan
- Ende Timur
- Ende Tengah
- Ende Utara
- Ndona
- Ndona Timur
- Wolowaru
- Wolojita
- Lio Timur
- Kelimutu
- Ndori
- Maurole
- Kotabaru
- Detukeli
- Detusoko
- Wewaria